# Bouillargues
Bouillargues é uma comuna francesa na região administrativa da Occitânia, no departamento de Gard. Estende-se por uma área de 15.77 km², e possui 6.305 habitantes, segundo o censo de 2018, com uma densidade de 400 hab/km².